# Bislett

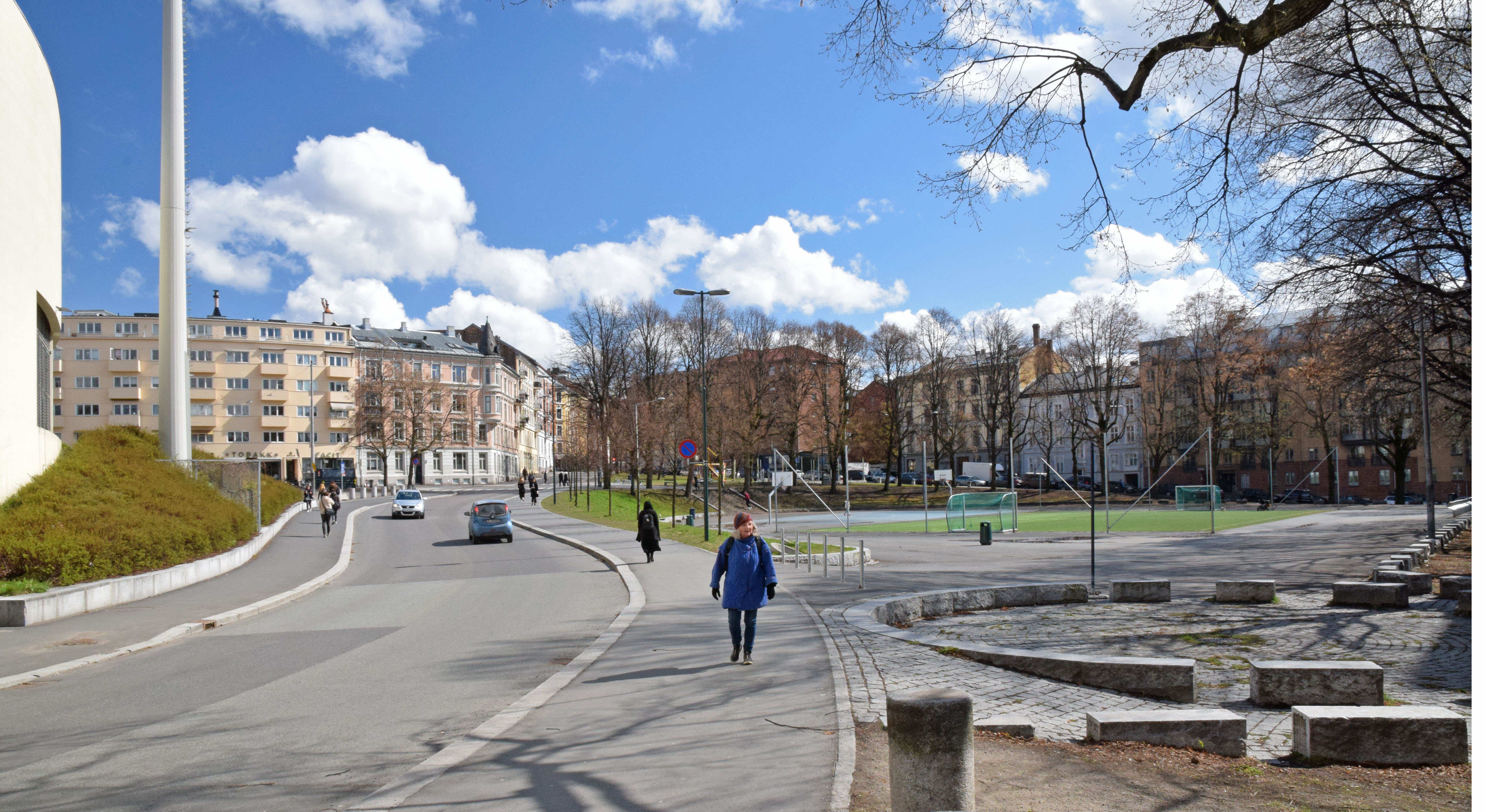
Bislettgata in Bislett

Bislett (früher Bislet) ist ein Stadtviertel in der norwegischen Hauptstadt Oslo. Das Viertel liegt im Stadtteil St. Hanshaugen. In Bislett befindet sich das Bislett-Stadion.

## Lage
Bislett liegt im Stadtteil St. Hanshaugen, nordwestlich des Osloer Stadtzentrums. Im Norden grenzen die beiden Stadtviertel Fagerborg und Bolteløkka an. Des Weiteren grenzen im Süden Pilestredet park, im Osten das für den Stadtteil St. Hanshaugen namensgebende Stadtviertel St. Hanshaugen und im Westen Homansbyen an.

## Geschichte
Der Name Bislett lässt sich auf die Länderei Bislet zurückführen, die im 17. Jahrhundert noch Bisaalit hieß. Die Länderei lag auf dem alten Weg zwischen Frogner und der Gamle Aker kirke und gehörte reichen Kaufmännern der Stadt. Der Name Bisaalit lässt darauf schließen, dass sich dort eine Gaststätte befand. In der zweiten Hälfte des 19. Jahrhunderts wurde in Bislett ein Ziegelwerk, das Bislet Teglverk, errichtet.
Die Kommune Kristiania (heute Oslo) kaufte im Jahr 1898 einen Teil des Grundstücks auf, um dort für die Einwohner aus dem Nordwesten der Stadt eine Sportanlage sowie einen Spielplatz zu errichten. Die Sportanlage in Bislett wurde 1908 direkt an einem Verkehrsknotenpunkt gelegen eröffnet. Dort gab es den ersten Kreisverkehr der Stadt. Mit dem Bislet bad wurde im Jahr 1920 das erste Hallenbad der Stadt fertiggestellt. In den 1920er-Jahren wurde die Sportanlage ausgebaut und im Jahr 1922 schließlich das Bislett-Stadion eröffnet. Nachdem das alte Stadion 2004 abgerissen worden war, wurde 2005 ein neues Stadion eingeweiht. Im Stadion findet jährlich das Leichtathletik-Meeting Bislett Games statt. 
Im Stadtviertel stehen viele Mietshäuser aus den 1870er- bis 1890er- sowie aus den 1920er- und 1930er-Jahren. Längere Zeit gab es im Stadtviertel auch viele Industriebetriebe. Unter anderem befanden sich dort die Brauerei Frydenlund (Frydenlund Bryggerier), die Batteriefabrik Anker und die Tabakfabrik Conrad Langaard. Das zur Brauerei gehörende Areal wurde in den 1990er-Jahren gemeinsam mit Teilen der Tabakfabrik umgebaut und Teil des Campus der Hochschule Oslo und Akershus (heute Oslomet).

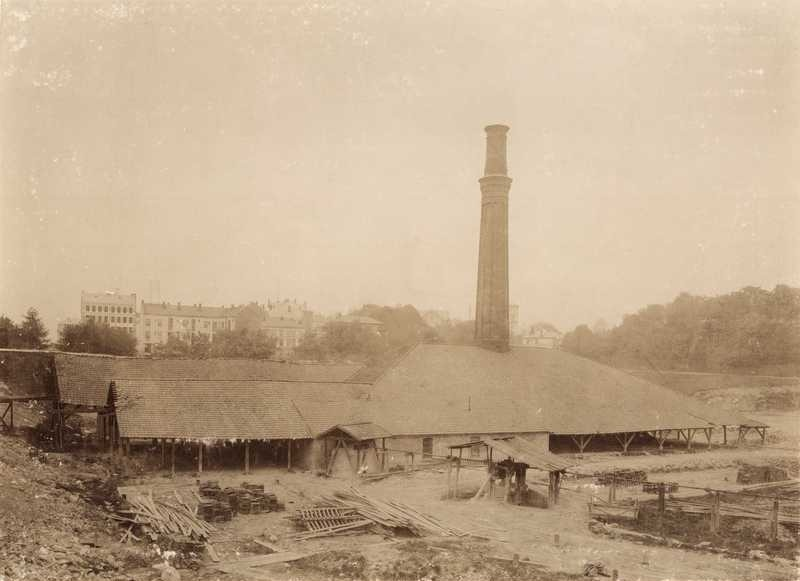
Ziegelwerk Bislet, 1899
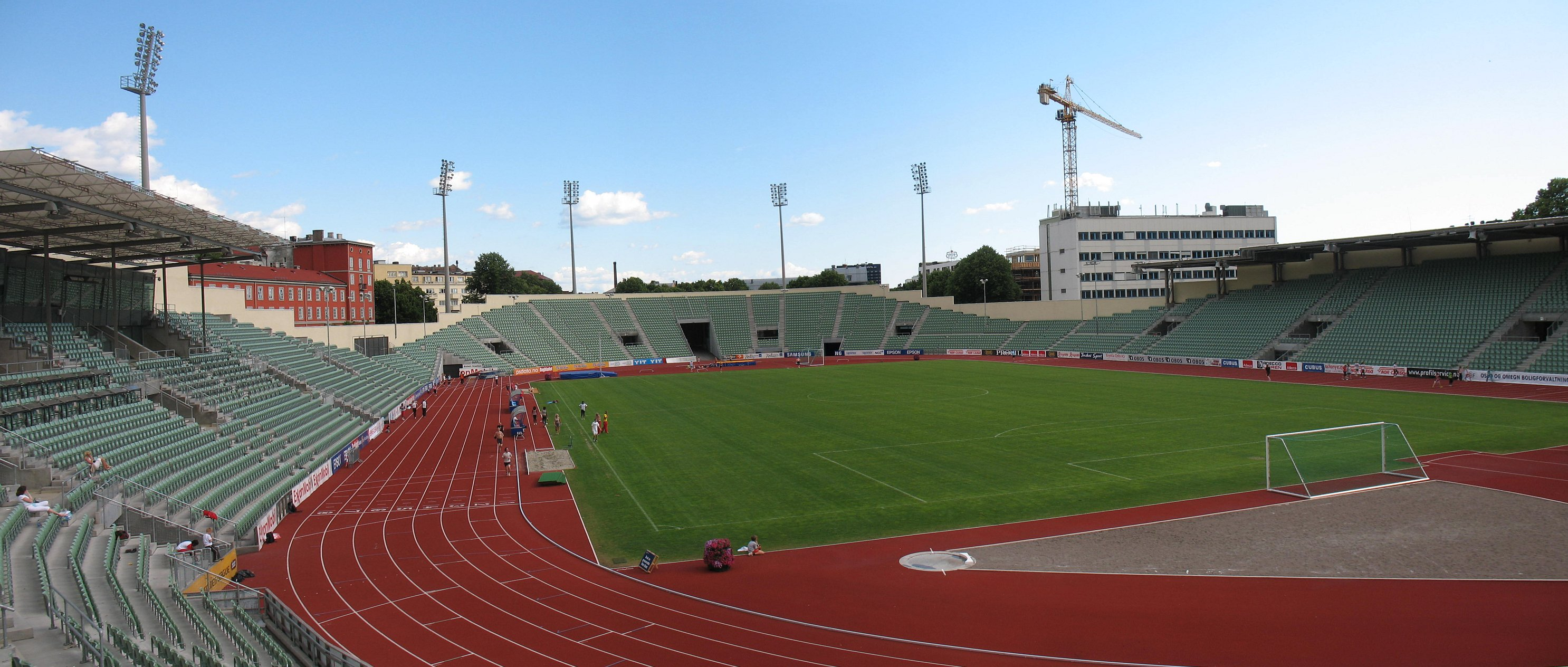
Blick in das Bislett-Stadion
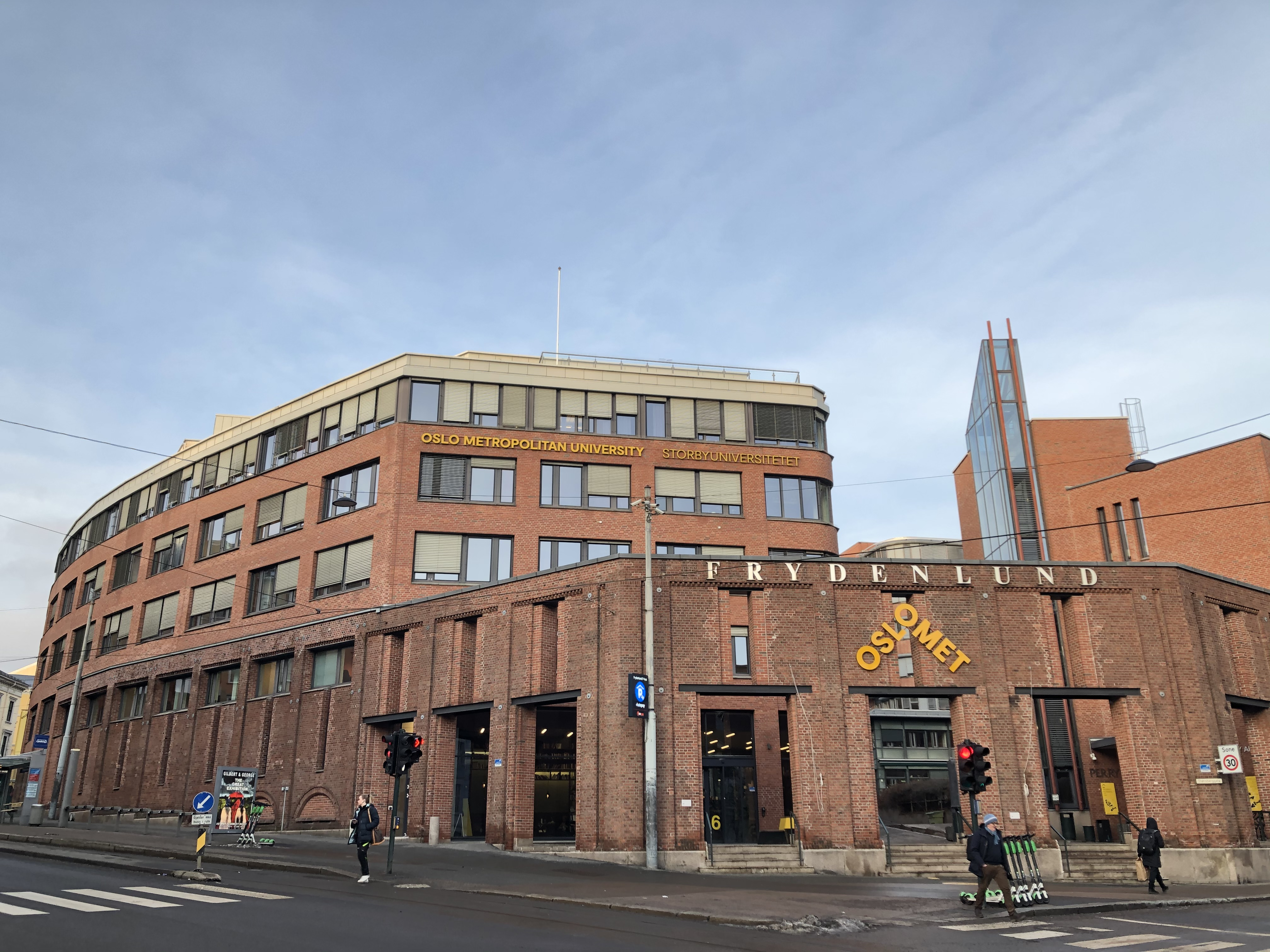
Gebäude der Oslomet